# Ramon Sanvisens

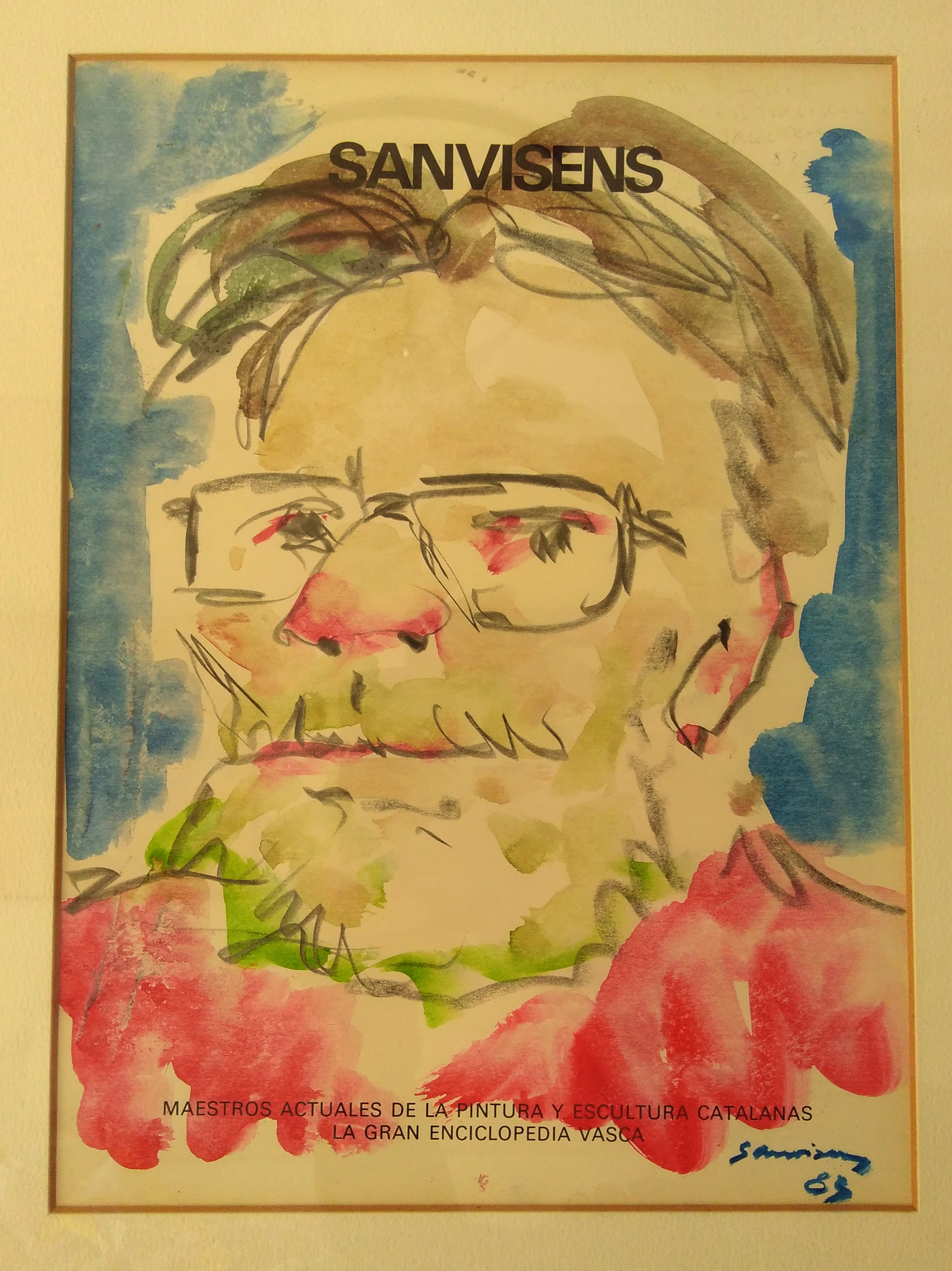
Ramon Sanvisens. Selbstporträtskizze, 1983

Ramon Sanvisens i Marfull (* 18. März 1917 in Barcelona; † 1. März 1987 ebenda) war ein spanischer Maler. Vor allem schuf er Acryl- und Ölgemälde auf Leinwand.

## Biografie
Im Jahr 1933 trat er der Kunstschule Escola d’Arts i Oficis del Clot bei, wo er Schüler von Domènec Soler wurde. Zwei Jahre später wechselte er zur Kunstschule Llotja de Barcelona, an der auch bereits Pablo Picasso wirkte. Er war einer der Schüler von Miquel-Lluís Muntané.
Während des Spanischen Bürgerkriegs wurde er an die Front einberufen.
Später schrieb er sich an der Escola Superior de Belles Arts de Sant Jordi ein, wo er Schüler von Monreal und Tejada, Miquel Farré, Ernest Santasusagna, Pérez Dolz, Francesc Labarta und Enric Monjo war.
Im Jahr 1944 hatte er seine erste eigene Ausstellung in der Galeria Españolas de Barcelona, lebte ab 1945 in Paris, wo er die Werke von Vincent van Gogh, Paul Cézanne, Paul Gauguin und Bonnard studierte. In Holland studierte er Rembrandt van Rijn, Jan Vermeer und Franz Hals. Mit seinem Werk spannt er eine Brücke zwischen post-modernem Stil und der katalanischen Malerei der zweiten Hälfte des 20. Jahrhunderts.
Als Künstler und Lehrer gründete er 1949 die Kunstschule „Sanvisens“. 1957 erhielt er eine Berufung zum Professor für Malerei an der Reial Acadèmia Catalana de Belles Arts de Sant Jordi. Im Jahre 1965 erhielt er dort die Position eines Professor Auxiliar Numerari (‚Privatdozent‘) und wurde 1971 zum Schriftführer. Erste Krankheitssymptome einer chronischen Krankheit traten auf.
Vier Jahre später trat er aufgrund einer Verschlimmerung eines Augenleidens am linken Auge von all seinen Pflichten zurück und er zog nach Madrid. In den frühen Stunden des 1. März 1987 starb er in der Sant-Josep-Klinik [Centre Blauclínic Sant Josep Oriol] von Barcelona.

## Werke (Auswahl)
- Autorretrat (1971, 45×32, Öl auf Leinwand)
- La Carretera
- Perdiu i tords (1975)
- Dia lluvioso (1978, 60×73, Öl auf Leinwand)
- Paisatge. La mare de Déu de la Roca, Montroig (1983, 90×116, Öl auf Leinwand)
- Collita d’olives (1984,  89×116, Öl auf Leinwand)

| Personendaten    | Personendaten                                   |
| ---------------- | ----------------------------------------------- |
| NAME             | Sanvisens, Ramon                                |
| ALTERNATIVNAMEN  | Sanvisens i Marfull, Ramon (vollständiger Name) |
| KURZBESCHREIBUNG | spanischer Maler und Hochschullehrer            |
| GEBURTSDATUM     | 18. März 1917                                   |
| GEBURTSORT       | Barcelona                                       |
| STERBEDATUM      | 1. März 1987                                    |
| STERBEORT        | Barcelona                                       |